# North West Vernon Island
North West Vernon Island är en ö i Australien. Den ligger i territoriet Northern Territory, omkring 51 kilometer nordost om territoriets huvudstad Darwin. Arean är 14,2 kvadratkilometer. Den sträcker sig 3,1 kilometer i nord-sydlig riktning, och 7,0 kilometer i öst-västlig riktning.
Savannklimat råder i trakten. Genomsnittlig årsnederbörd är 1 755 millimeter. Den regnigaste månaden är januari, med i genomsnitt 447 mm nederbörd, och den torraste är juli, med 1 mm nederbörd.